# Partit Comunista Marxista-Leninista (Turquia)
El Partit Comunista Marxista-Leninista  (turc: Marksist-Leninist Komünist Partisi, abreujat MLKP) és un partit polític il·legal turc de caràcter hoxhaista. Se'l coneix popularment com a MLKP, per les seves sigles en turc.

## Història
El MLKP va ser format el setembre 1994, a després de la unificació del Partit Comunista de Turquia/Marxista-Leninista - Hareketi (TKP/ML-Hareketi) i el Moviment Comunista dels Treballadors de Turquia (TKİH). TKP/ML-Hareketi era el més gran del dos. Ambdós grups provenien del campament del pro-albanès. Les negociacions entre els dos grups van començar l'any 1989. Inicialment el MLKP es va autoanomenar MLKP-Kuruluş (MLKP-Fundació).
El setembre de 1995, al primer congrés de MLKP-K, el Partit Comunista de Turquia/Marxista-Leninista (Nova Organització Creixent), abreujat TKP/ML (YİÖ), va integrar-se al partit i el nom va ser canviat a MLKP. Més tard el mateix any, una escissió del partit va crear el Partit Comunista - Organització Creixent (KP-İÖ).
L'any 2007, l'estat turc va incloure l'organització entre els 12 grups terroristes actius a Turquia segons el Departament d'Operacions i contra-terrorisme.

## Organització
L'ala juvenil del MLKP s'anomena l'Organització Comunista Juvenil (turc: Komünist Gençlik Örgütü, abreujat KGÖ).
El MLKP té una branca armada anomenada Forces Armades dels Pobres i el Oprimits (turc: Fakirlerin ve Ezilenlerin Silahlı Kuvvetleri , abreujat FESK). El grup va tenir molta exposició internacional als atemptats al Hilton del Bòsfor a Istanbul on van ser assassinades 4 persones. L'abril de 2015, el MLKP va enunciar un acord amb el Partit dels Treballadors del Kurdistan (PKK) en centre de formació militar permanent a les àrees que controlen al Kurdistan iraquià.
L'organització ha tingut tres publicacions: Aılım (El Salt) o Yeni Atılım (El nou salt), un butlletí de notícies diari; el  Partinin Sesi (La Veu del Partit), una publicació institucional; i Teoride Doğrultu (La Direcció a Teoria), una revista ideològica teòrica. El 26è i última publicació del Teoride Doğrultu va ser publicat dins 2006.

### Militants
Un estudi del Departament d'Operacions i contraterrorisme va determinar que un total de 826 militants (considerats terroristes segons els estàndards definits per l'estat i la legislació turca) formaven part del MLKP i altres tres organitzacions de l'esquerra turca.
La distribució d'edats i nivell d'estudis dels militants de l'esquerra turca informen les següents:
- Un 65% dels militants tenien menys de 25 anys, un 16,8% entre 25 i 30 i la resta (un 17,5%) més gran de 30 anys.
- Un 20% eren estudiants universitaris, un 33% estudis secundaris avançats, un 14% estudis secundaris, un 30% estudis primaris i un 1.90% no tenien estudis.

## Implicació a la Guerra Civil Siriana
El MLKP des de 2012 participa en la guerra amb voluntaris que s'allisten a les Unitats de Protecció Popular (YPG, al Kurdistán Sirià, altrament dit Rojava). Un mínim de quatre militants han mort al camp de batalla des de febrer de 2015: un d'ells a la Batalla de Ras al-Ayn i tres al Setge de Kobanî. El grup, des dels inicis va declarar la seva intenció de crear una brigada internacional que lluités juntament amb les YPG, tenint com a referent les Brigades Internacionals que van lluitar al costat de la Segona República Espanyola durant la Guerra Civil Espanyola. El gener de 2015, unes imatges gravades pel mateix grup, mostraven almenys dos combatents espanyols i un alemany combatent voluntàriament en les seves files al Cantó de Cizre. El març de 2015, Ivana Hoffmann, una soldat de nacionalitat alemanya (alemanya part de mare i de Togo per part paterna), va morir durant els enfrontaments amb l'Estat Islàmic. Al junt de 2015, es va crear la Brigada Internacional d'Alliberament, una aliança de grups d'esquerres que es van unir a les YPG.
Alguns contingents del MLKP també van unir-se al Partit dels Treballadors del Kurdistan (PKK) per combatre l'Estat Islàmic al nord d'Iraq en defensa de la minoria iazidita a Sinjar.